# 135P/Shoemaker-Levy
La cometa Shoemaker-Levy 8, formalmente 135P/Shoemaker-Levy, è un cometa periodica appartenente alla famiglia delle comete gioviane nonché alla famiglia di comete quasi-Hilda. La cometa è l'ottava di nove comete che portano il nome Shoemaker-Levy in quanto scoperte da Eugene Shoemaker, Carolyn Jean Spellmann Shoemaker e David Levy.
La cometa ha la caratteristica di avere un periodo di 7,5 anni per cui alternativamente un passaggio al perielio è ben posizionato per essere osservabile dalla Terra mentre il passaggio seguente avviene con la cometa prospetticamente posizionata, vista dalla Terra, nelle immediate vicinanze del Sole rendendo il passaggio stesso non osservabile: il prossimo passaggio al perielio visibile dalla Terra avverrà nel maggio 2022.